# Franklinie americká
Franklinie americká (Franklinia alatamaha) je jediný zástupce rodu franklinie. Pochází z jihovýchodu USA, dnes je však známa jen z kultury a ve volné přírodě vyhynula. Vzácně se pěstuje jako okrasná rostlina.

## Popis
Franklinie je opadavý keř dorůstající výšky 1 až 3 metry, někdy i strom až 7 m vysoký. Kůra je tenká a hladká. Letorosty jsou hustě hedvábitě chlupaté. Listy jsou střídavé, 10 až 15 cm dlouhé, krátce řapíkaté. Čepel je obvejčitě kopinatá až obkopinatá, na okraji jemně pilovitá, na líci lesklá, na rubu pýřitá. Žilnatina je zpeřená, s 10 až 12 páry postranních žilek. Na podzim se listy barví do červených odstínů. Květy jsou pětičetné, až 8 cm široké, bílé. Kalich je opadavý, kališní i korunní lístky jsou na bázi srostlé. Tyčinek je mnoho. Semeník je srostlý z 5 plodolistů, v každé z 5 komůrek je 6 až 12 vajíček. Čnělka je 1. Kvete na podzim, v září až říjnu. Plodem je kulovitá 5pouzdrá tobolka, pukající od báze i od vrcholu a odhalující střední sloupek.
Druh pochází z povodí řeky Altamaha v Georgii v USA, poslední volně rostoucí exemplář zde byl pozorován v roce 1803. Druh byl znám v relativně omezeném počtu exemplářů a jejich vymizení koncem 18. století bylo pravděpodobně způsobeno evropskou poptávkou po okrasných rostlinách. Dnes je známa již jen jako pěstovaná.

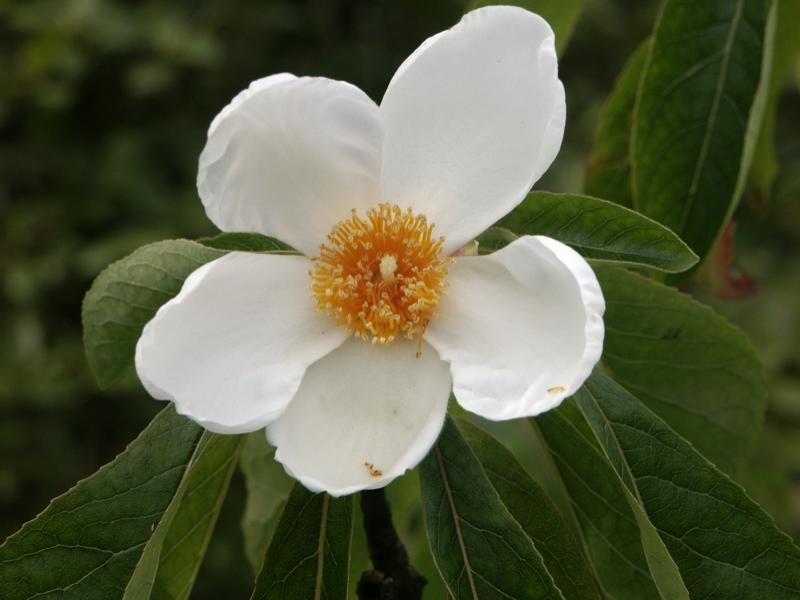
Květ
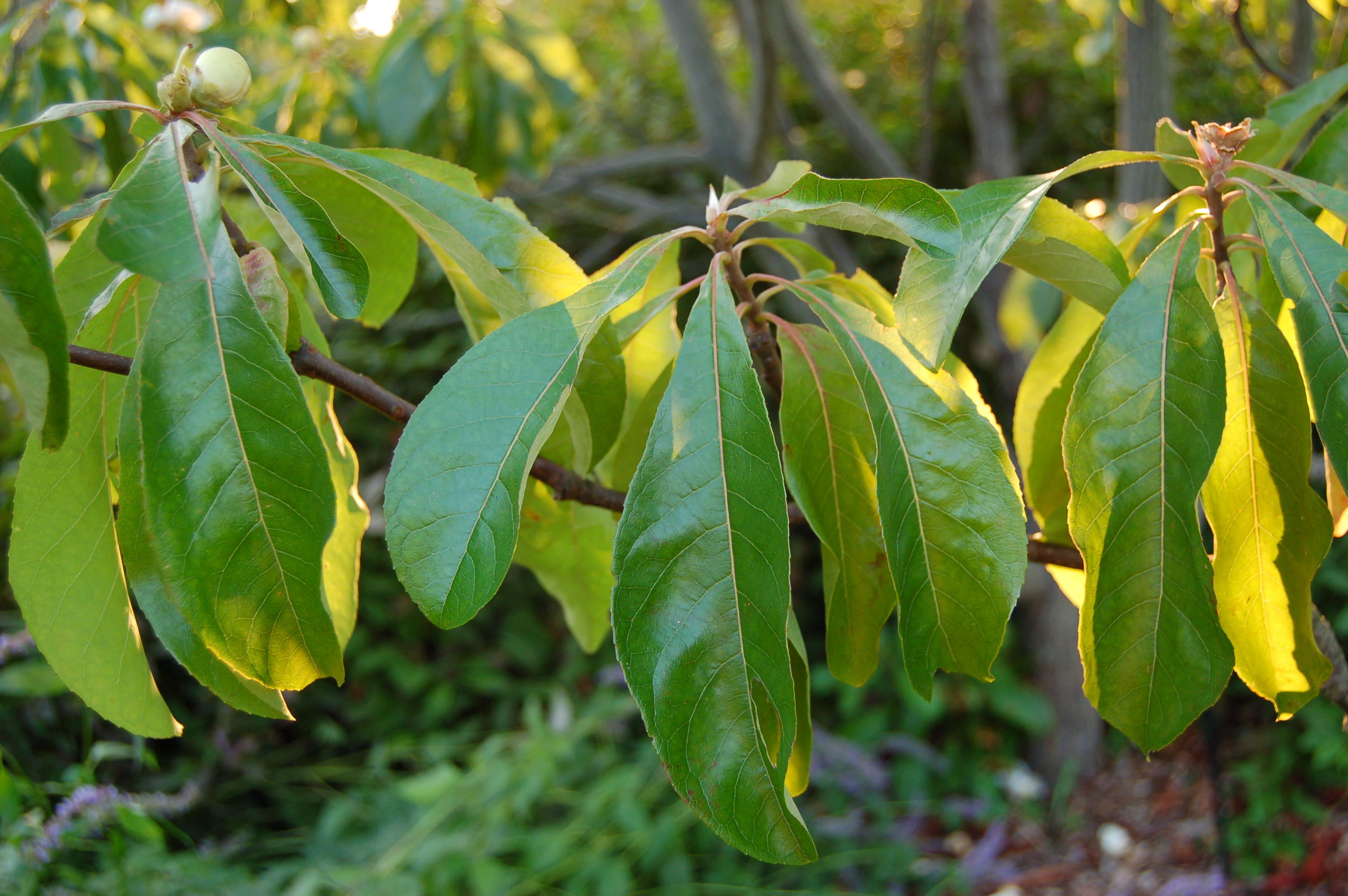
Větévka s listy
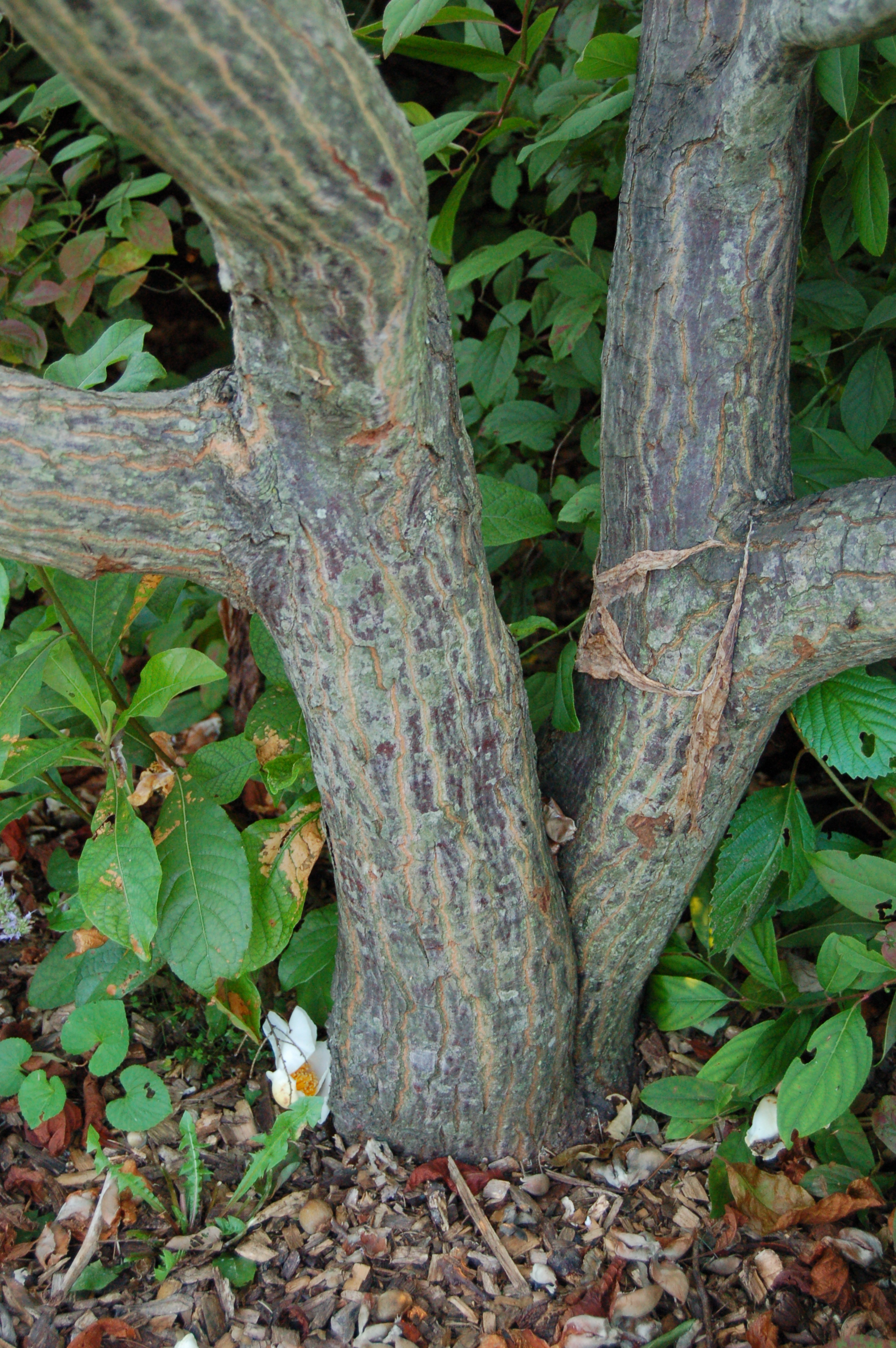
Detail kmene
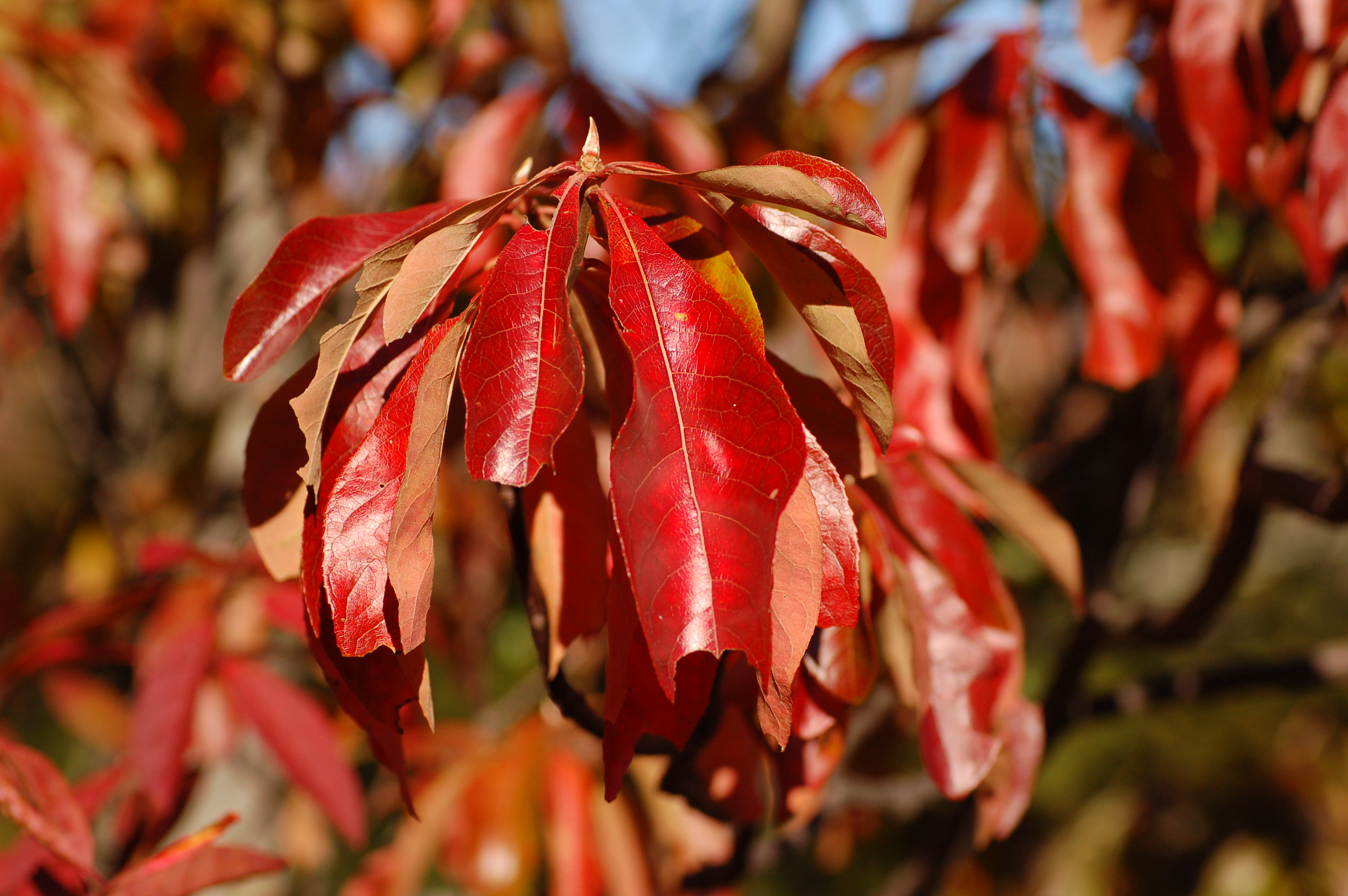
Podzimní listy

## Využití
Franklinie je vzácná okrasná dřevina ceněná především velkými bílými květy objevujícími se až na podzim s červeným podzimním zbarvením listů. Nepodařilo se najít záznam o jejím pěstování v některé z českých botanických zahrad. Jeden exemplář je pěstován v soukromém arboretu v Žatci. 

## Pěstování
Rostlina je náročná. Pro dobré odkvetení a vyzrálost před zimou vyžaduje horké léto i podzim. Za těchto podmínek je u nás zimovzdorná. Rozmnožuje se semeny, která se nechají před klíčením nabobtnat, dále polovyzrálými řízky či hřížením. Sází se do vlhčí písčitohumusové nevápenaté půdy.